# Daeumbei Kon
Daeumbei Kon (llengua khmer: ដើម្បីកូន; lit. ‘Per als nens’), també transliterat Daembi kaun, és un film dramàtic cambodjà del 2020 dirigit per Huy Yaleng. Va ser seleccionat com el candidat del país a la millor pel·lícula internacional de la 93a edició dels Premis de l'Acadèmia, però no va ser nominat. Està basat en una història real.

## Sinopsi
Un conductor de rickshaw que ha perdut una cama cria tot sol i amb un sou ínfim dos infants després que la mare els hagi abandonat tots tres. Quan el fill petit emmalalteix i ha d'anar a l'hospital, el pare, desesperat, no pot pagar el tractament mèdic. Així doncs, es veu forçat a exercir més feines, collir la brossa del carrer i fins i tot donar sang. Mentrestant, una metgessa jove i compromesa té cura del seu fill, cosa que el pare no entén perquè considera que és «una ocupació d'home.» El film segueix la vida de la família i la relació amb aquesta treballadora del centre sanitari.

## Elenc
- Chy Chhenhlin
- Sonyta Mean
- Kong Sophy
- Huy Yaleng